# Martin Straňovský
Martin Straňovský (12 de setembre de 1985, Nové Zámky, Eslovàquia) és un jugador d'handbol que desenvolupa el seu joc en la posició d'extrem esquerre. Juga al FC Barcelona Intersport de la Lliga ASOBAL i a la selecció eslovaca, amb la qual va disputar el Mundial d'handbol del 2011.
La temporada 2013-2014, va guanyar cinc títols amb el FC Barcelona, en un gran any en què l'equip només no va poder guanyar la Copa d'Europa, i a la Lliga ASOBAL va guanyar tots 30 partits disputats, amb un nou rècord de gols, 1146.